# Santo Stefano (Rende)
Santo Stefano è una frazione del comune di Rende, in provincia di Cosenza.

## Storia

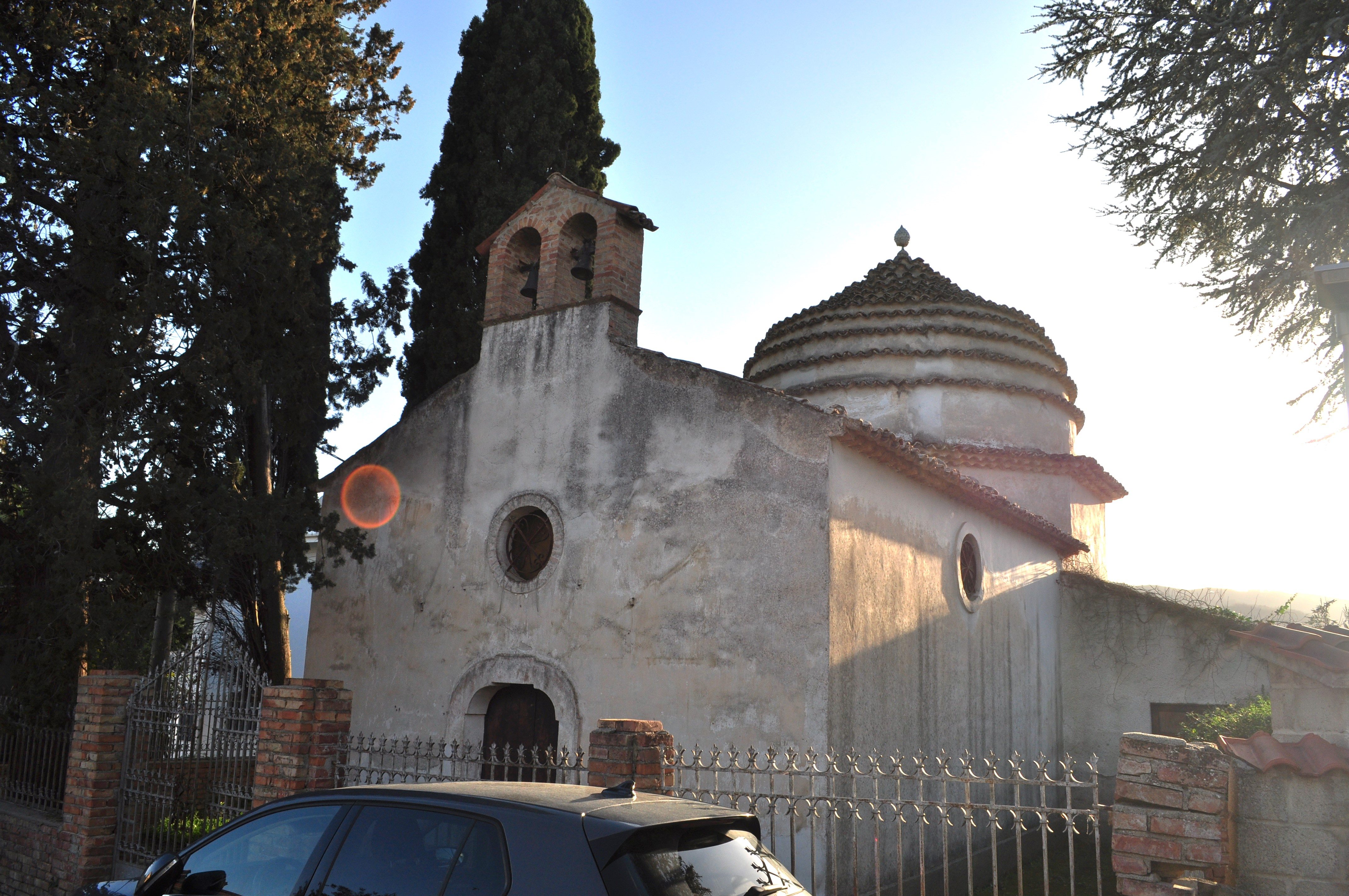
La Chiesetta di Santa Maria della Consolazione.

L'origine del nome è incerta: si ipotizza che il nome Santo Stefano sia stato attribuito in epoca pre-medioevale a seguito dell'evangelizzazione della Calabria; oppure per via di un culto nei riguardi del Primo Martire, svanito nei secoli. Questo nome viene riportato in una bolla pontificia di Papa Clemente IV come "Casale Sanctus Stefanus".
Fino agli anni '50 del 1900, la zona veniva chiamata "Arcavacata nuova", per via della sua origine feudale: per secoli infatti, la frazione fu tenuta privata prima della famiglia de Alarcón y Mendoza e poi della famiglia Magdalone, baroni della vicina Arcavacata.
In questi terreni era diffusa prevalentemente l’agricoltura e l’allevamento del bestiame: difatti fino al 1985, i contadini di tutta la Calabria e delle regioni confinanti prendevano parte al grande commercio del bestiame nella fiera di Arcavacata. Essa cadeva nell’ultima domenica di Agosto, in concomitanza con la festa di Santa Maria della Consolazione, patrona della frazione.
Negli anni 60 del XX secolo, si ebbe una forte espansione della popolazione dovuta all’avvento dei nuovi servizi (scuole pubbliche, attività commerciali, modernizzazione della ferrovia) che portarono la frazione a diventare una moderna zona residenziale. 

### Leggenda della Madonna della Consolazione
Proprio legato alla fiera di Arcavacata e al culto della Madonna della Consolazione, esiste un racconto popolare tramandato oralmente. Si narra che in occasione della festa di Agosto dedicata alla Madonna dal medesimo titolo di quella di Arcavacata, venerata qui nella Chiesetta della famiglia Magdalone (ed oggigiorno anche nella Chiesa di Gesù Misericordioso), i devoti del posto sollecitarono a viva voce il trasferimento dell'immagine miracolosa per qualche giorno soltanto da Arcavacata a Santo Stefano, per manifestare la propria devozione alla Vergine. Dopo aver ricevuto il consenso, con una sentita processione fu sistemata sull'altare della chiesetta adornato di ceri e di fiori. Il mattino seguente, giorno della festa, il custode incaricato di preparare il tutto per le celebrazioni della giornata, aprendo la chiesetta e alzando lo sguardo verso l'altare lo vide vuoto: la Madonna del miracolo era ritornata da sé nella teca dove era stata inizialmente accolta nella Chiesa di Arcavacata, lasciando chiaramente intendere che da quel posto non avrebbe più dovuto essere rimossa. 

### Scavi Archeologici di Vennarello
Nella contrada detta “Vennarello”, nel 1995 si conclusero gli scavi sui resti di una antica chiesa dell’anno Mille, di stile romanico dedicata a “Santa Maria dell’Emoli”. Nei suoi pressi furono ritrovati anche i resti di un'altra antica chiesa sorta sui resti di un tempio Romano dedicato a Venere, da cui prende il nome il quartiere. L’inizio degli studi archeologici iniziarono negli anni 70, ma negli anni 90 vennero interrotti. 

## Geografia fisica

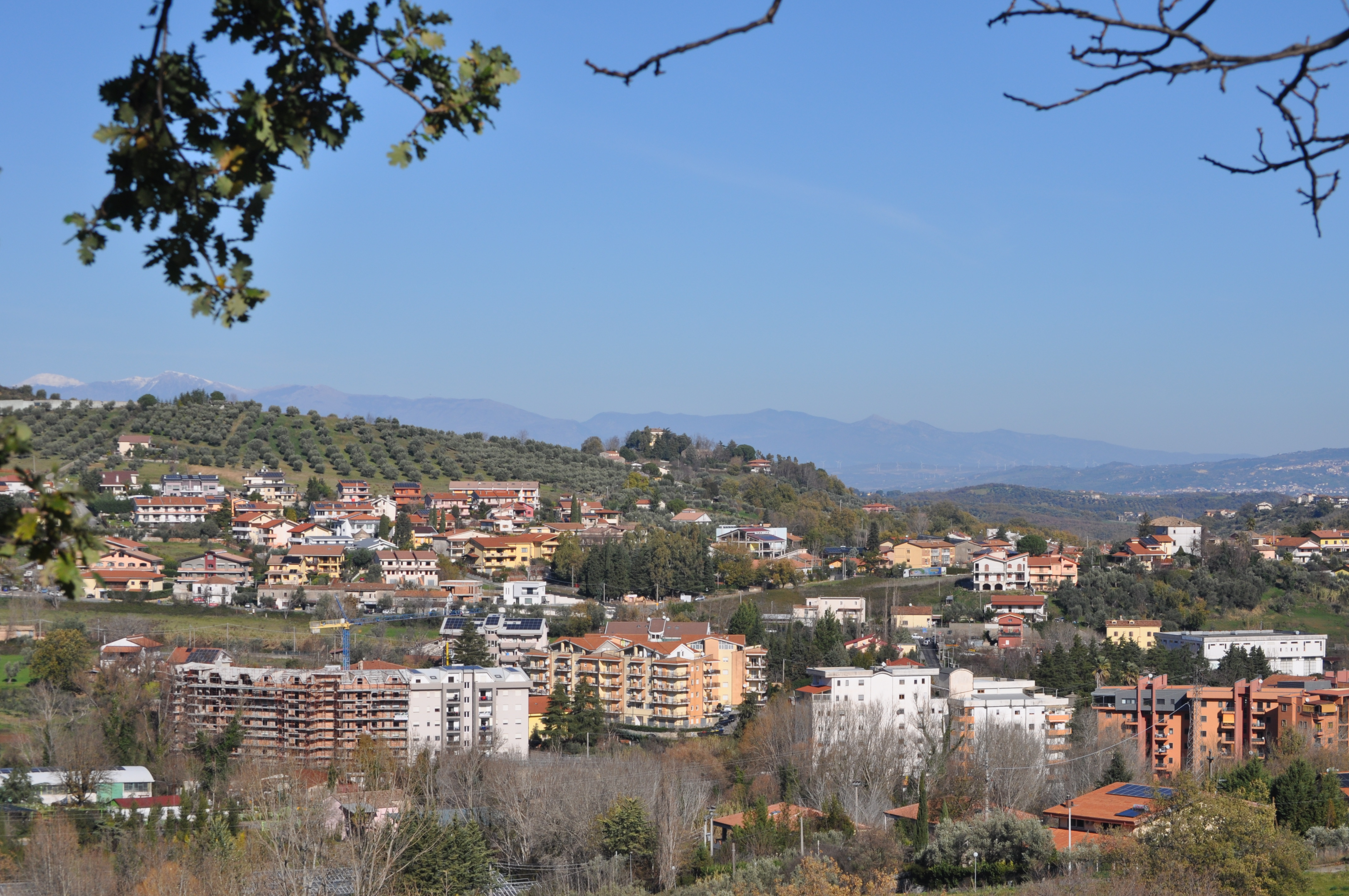
Santo Stefano vista dalla strada del centro storico.

La frazione sorge sulle colline che fanno da cornice alla strada statale 107 della Calabria, in direzione San Fili-Paola. La zona, precedentemente rurale e contadina, da circa 40 anni si è trasformata in una gradevole zona residenziale raggruppata a sua volta in piccoli quartieri e condomini.

## Geografia politica
La frazione di Santo Stefano è costituita da vari quartieri e contrade. I più importanti sono: Macchialonga, Iannuzzi, Cutura, Curti, Monticello, San Biase, Frattini, Vennarello, Cucchiaio, Sorbato, Mutilli, Mazzarella, Profica.

## Economia
Anticamente questa zona era prevalentemente abitata da contadini ed allevatori, quindi vi era la produzione ad esempio di fichi, olive per olio, gelsi angurie; oltre alla produzione di latte da ovini e bovini con il quale si producevano vari tipi di formaggio.
Fra gli anni 50 e gli anni 80 del 1900, era praticato molto anche il turismo enogastronomicograzie alla presenza di alcuni importanti servizi di ristorazione che proponevano i prodotti locali; da parte di molti che viaggiavano sulla tratta Cosenza-Paola o sulla strada Statale 107. 
Nella contrada Cutura, invece, ancora oggi sono presenti alcune piccole aziende locali di vario tipo.

## Edifici di rilievo

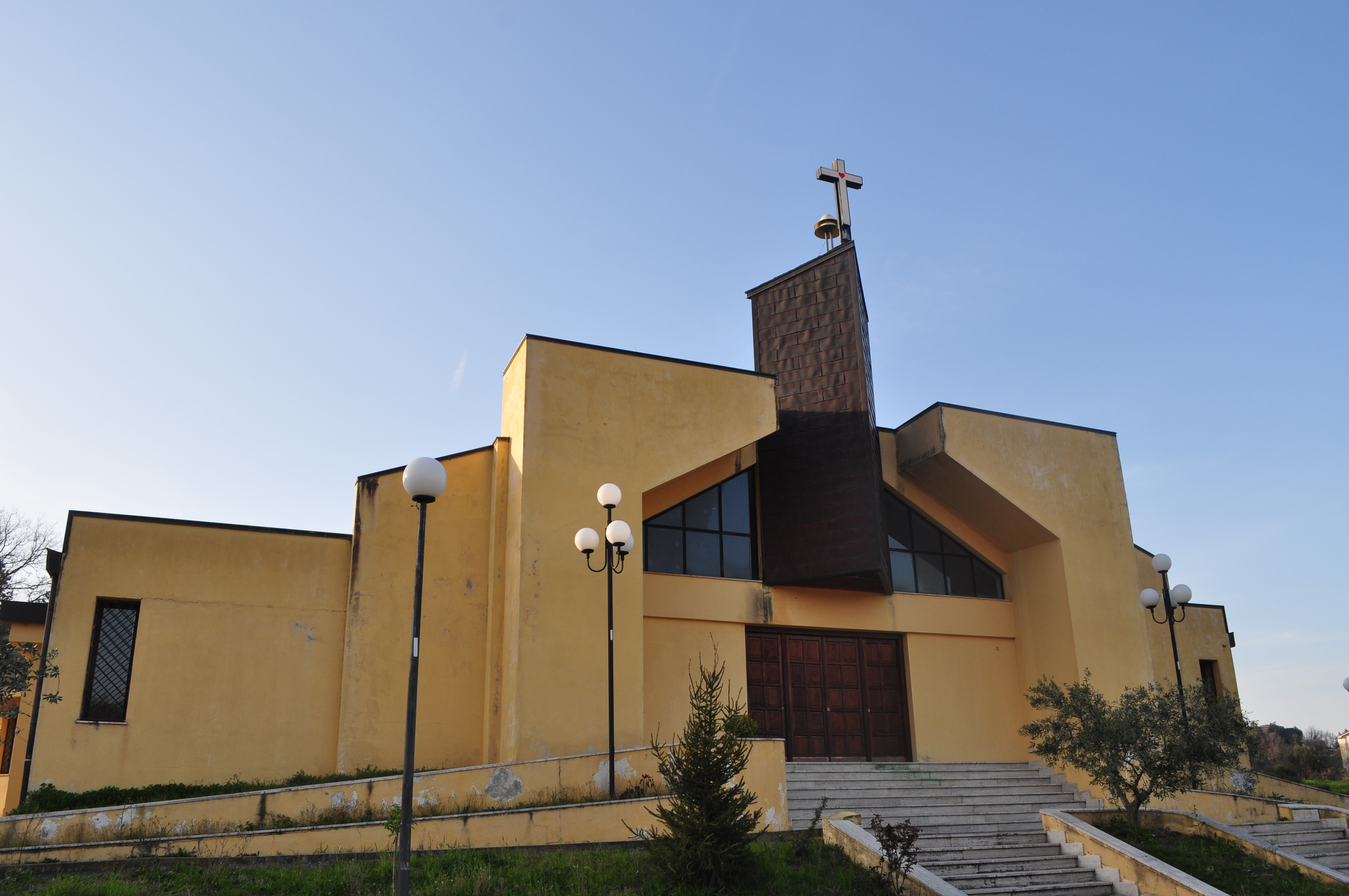
La Chiesa di Gesù Misericordioso.

### Architetture Religiose
- Chiesetta di Santa Maria della Consolazione: Cappella privata della famiglia Magdalone, è stata fino agli anni 90 il luogo di culto principale della zona. Di origini incerte, probabilmente nel XVI secolo era eretta una chiesa nel medesimo posto ma con titolo diverso, sicuramente rimaneggiata e ampliata nei secoli. Di gusto neoclassico, al suo interno riposano gli antenati di questa famiglia in alcuni sepolcri addossati ad una delle due pareti. Oggi viene riaperta in occasione della festa patronale, l’ultima domenica di Agosto quando la statua, trasferita nella chiesa nuova, in processione fa ritorno per un giorno nel luogo di collocazione originario.
- Chiesa di Gesù Misericordioso: completata nel 2000 per opera dei Padri Dehoniani. L'edificio di stile moderno, è costituito dall'aula liturgica, l'oratorio e la canonica. L’interno ampio è privo di particolari decori architettonici. Custodisce le reliquie di Santa Faustina Kowalska e una antica statua della Madonna Della Consolazione, titolare della parrocchia data in uso dalla famiglia Magdalone e proveniente dalla storica chiesetta ad essa dedicata.

### Palazzi Storici

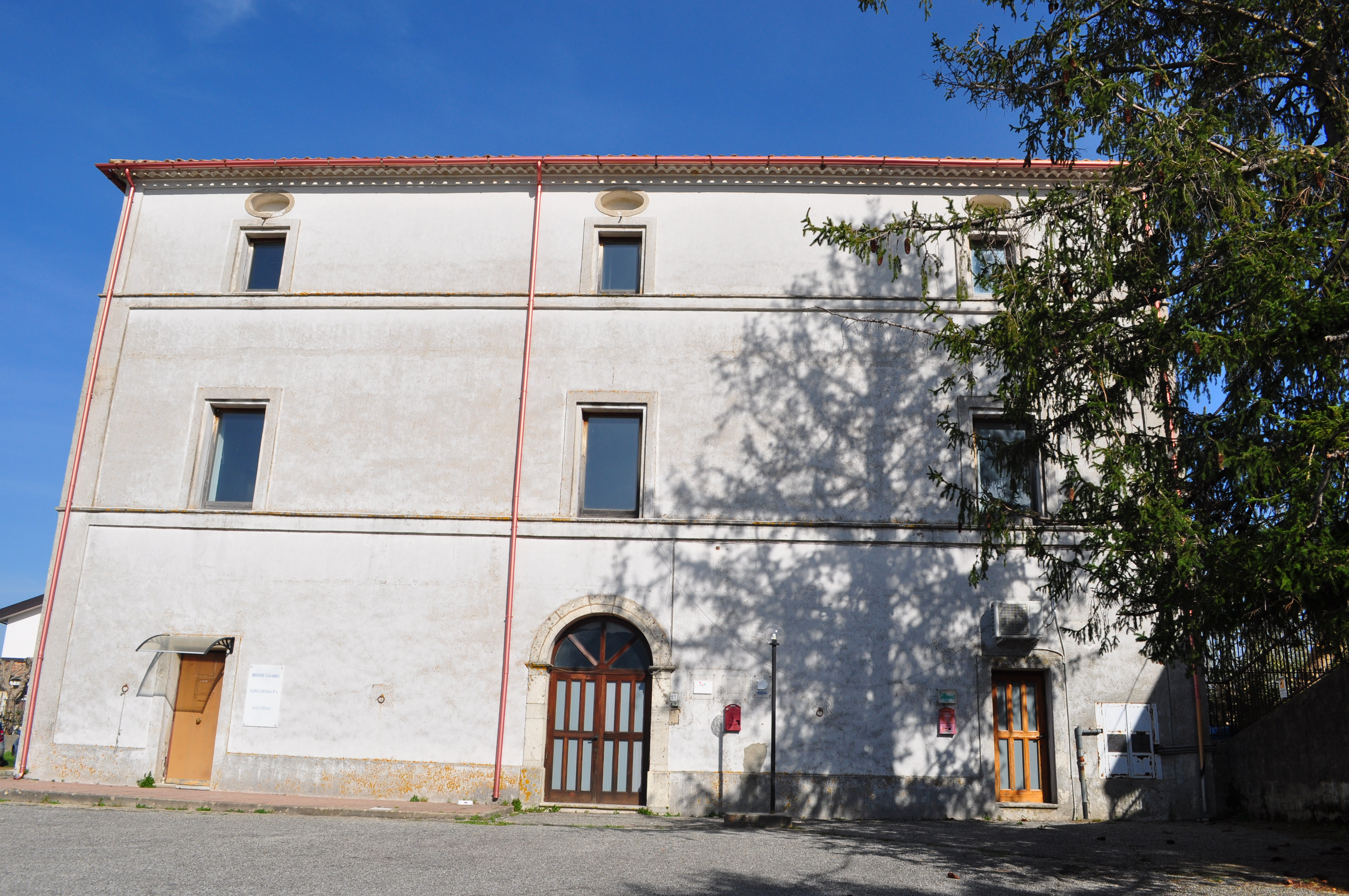
La facciata della Torraccia.

- Ex stazione di Cutura: fino al 1987 era un punto di arrivo per tutti coloro che sostavano durante i viaggi in direzione Paola su questa tratta[13].
- Palazzo Campagna: Antico Casale appartenuto all'omonima famiglia[14], sito in Contrada San Biase è circondato da vari casini dove vivevano i contadini che producevano al servizio della nobile famiglia, e dall'antica cappella oggi sconsacrata e in stato di abbandono. Oggi il palazzo è un'abitazione privata e nei terreni della tenuta oggi è attiva una azienda agricola che produce olio.
- La "Torraccia": storico palazzo di Santo Stefano, ha avuto nei vari anni funzioni diverse. Inizialmente come palazzo Nobiliare della Tenuta Magdalone, poi come sala ricevimenti e ristorante, Centro ricreativo dell'Università della Calabria e attualmente come uffici dell’ASP regionale.

## Galleria d'immagini

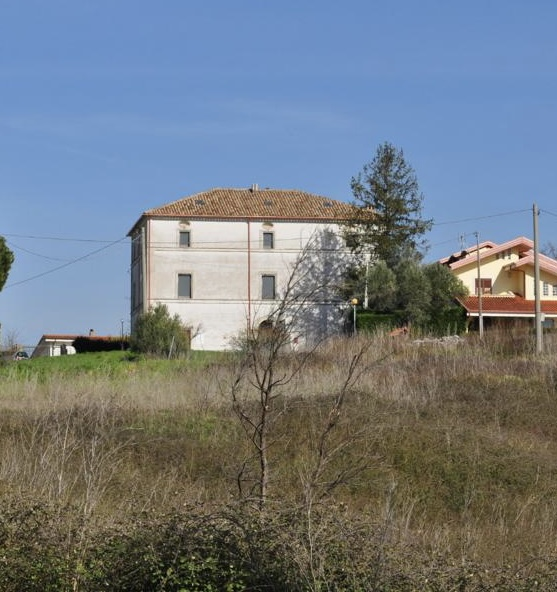
Il palazzo de "La Torraccia"
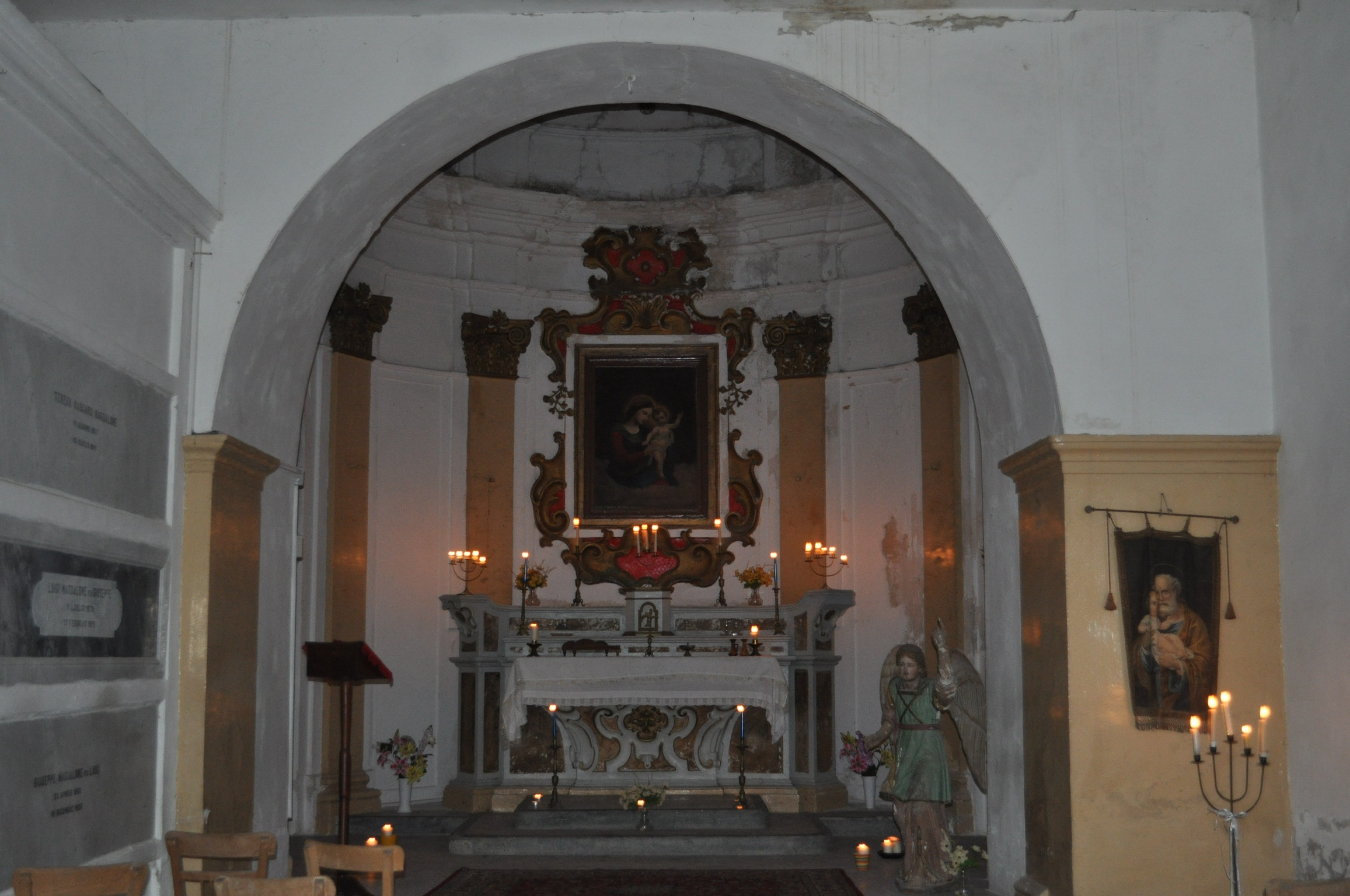
L’interno della Chiesa di S.Maria della Consolazione.
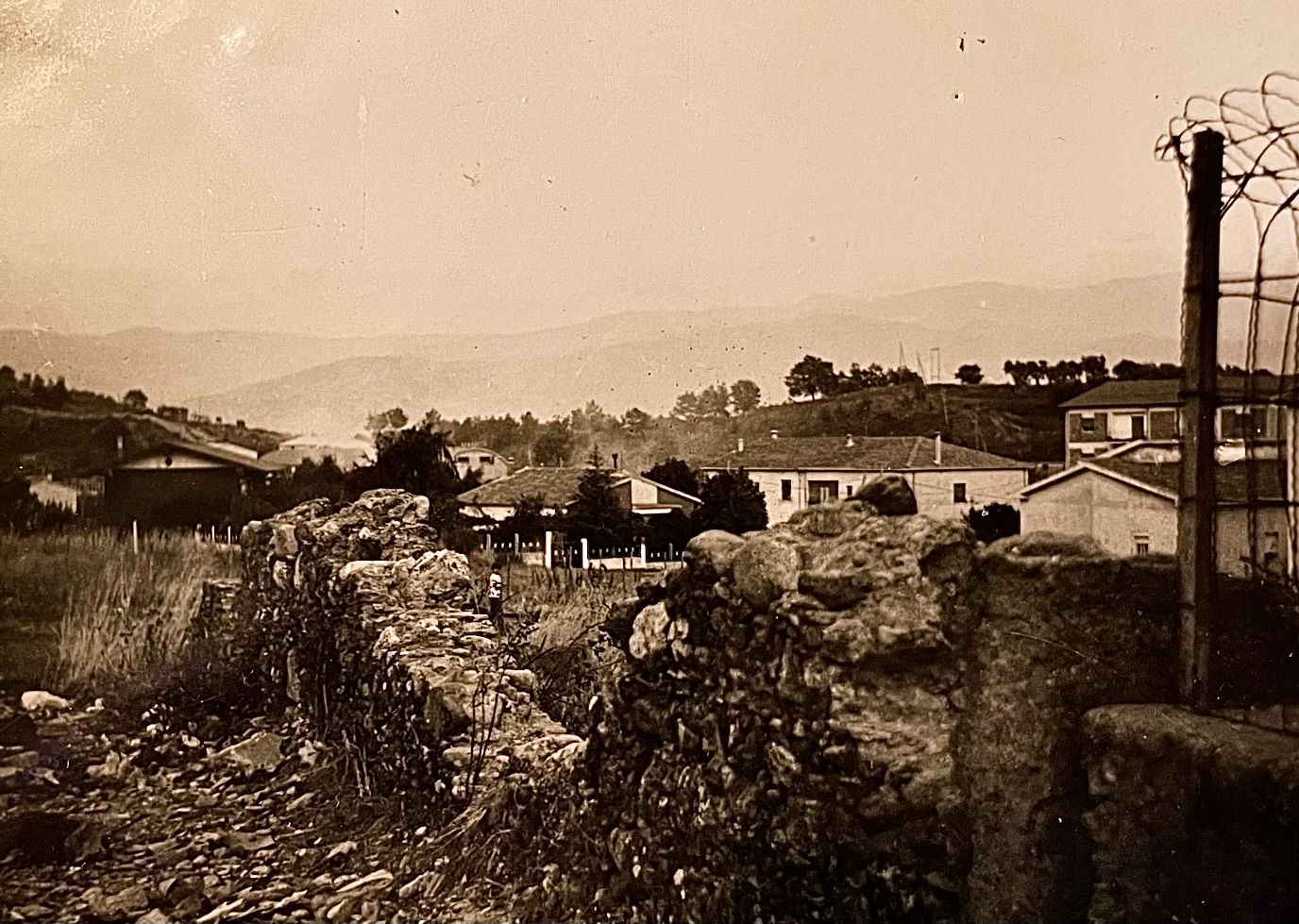
Il nuovo centro abitato di Santo Stefano in espansione negli anni ‘70.
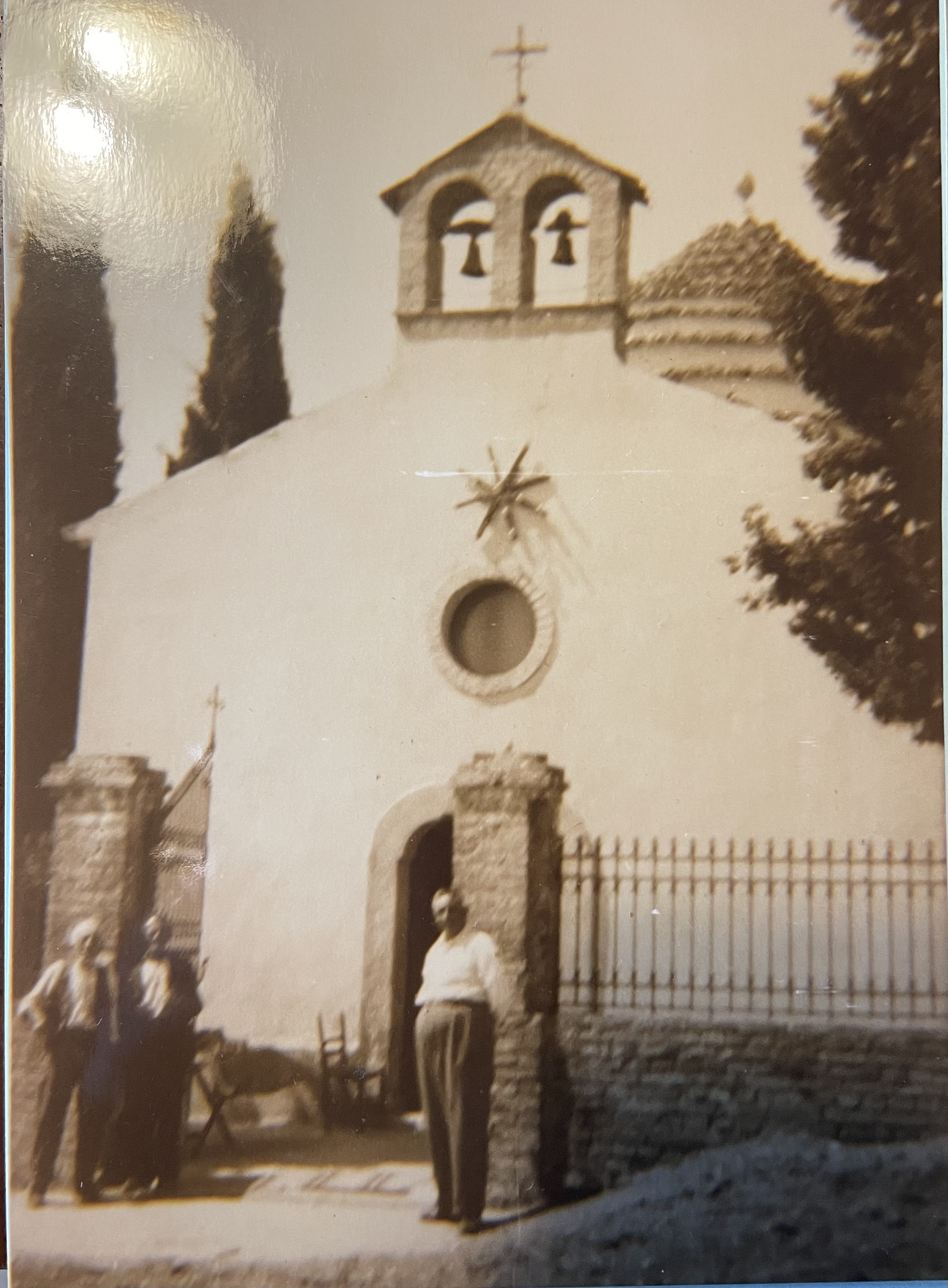
Foto degli anni 50: La chiesetta di Santa Maria della Consolazione
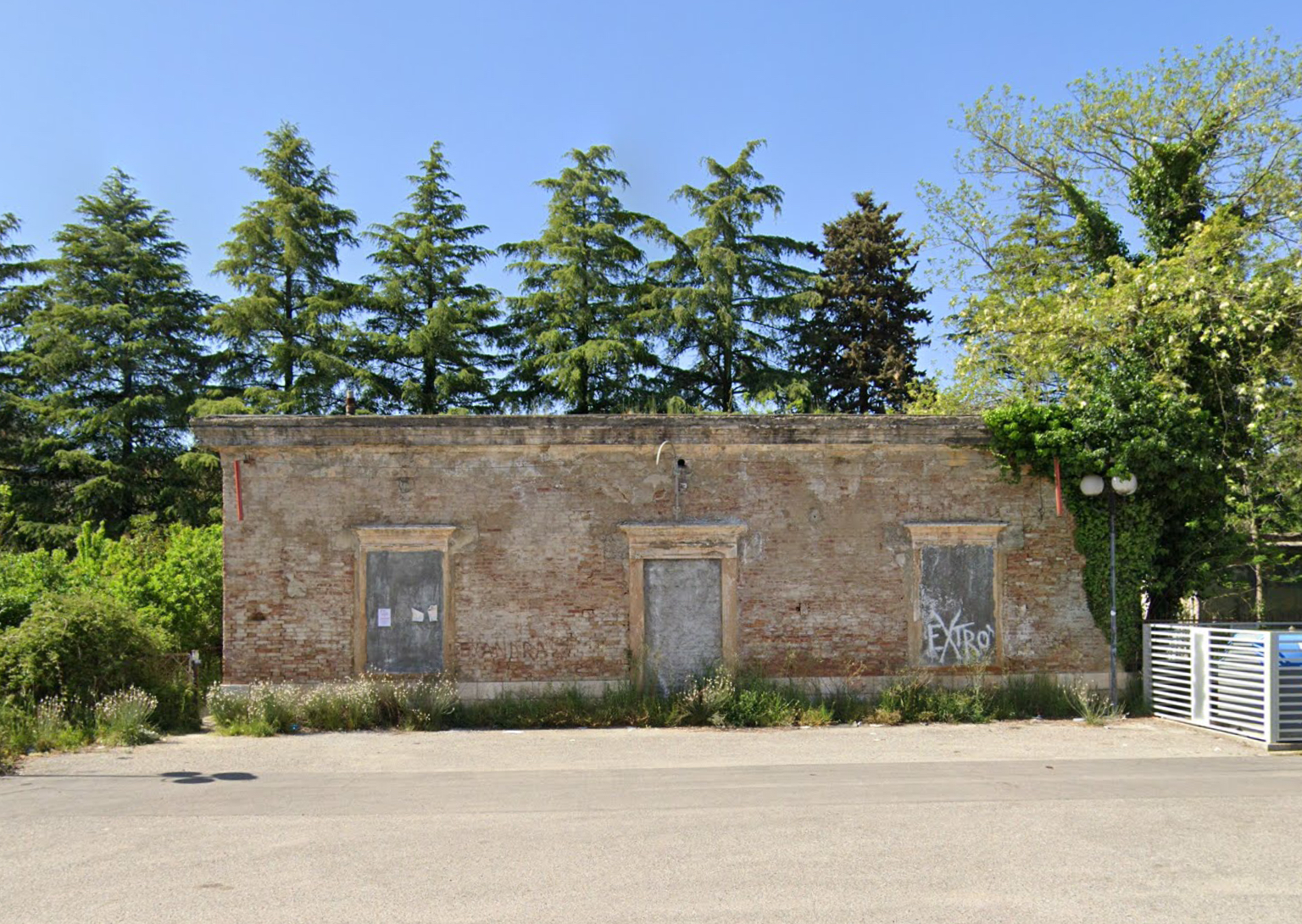
L’ex stazione ferroviaria di Cutura.
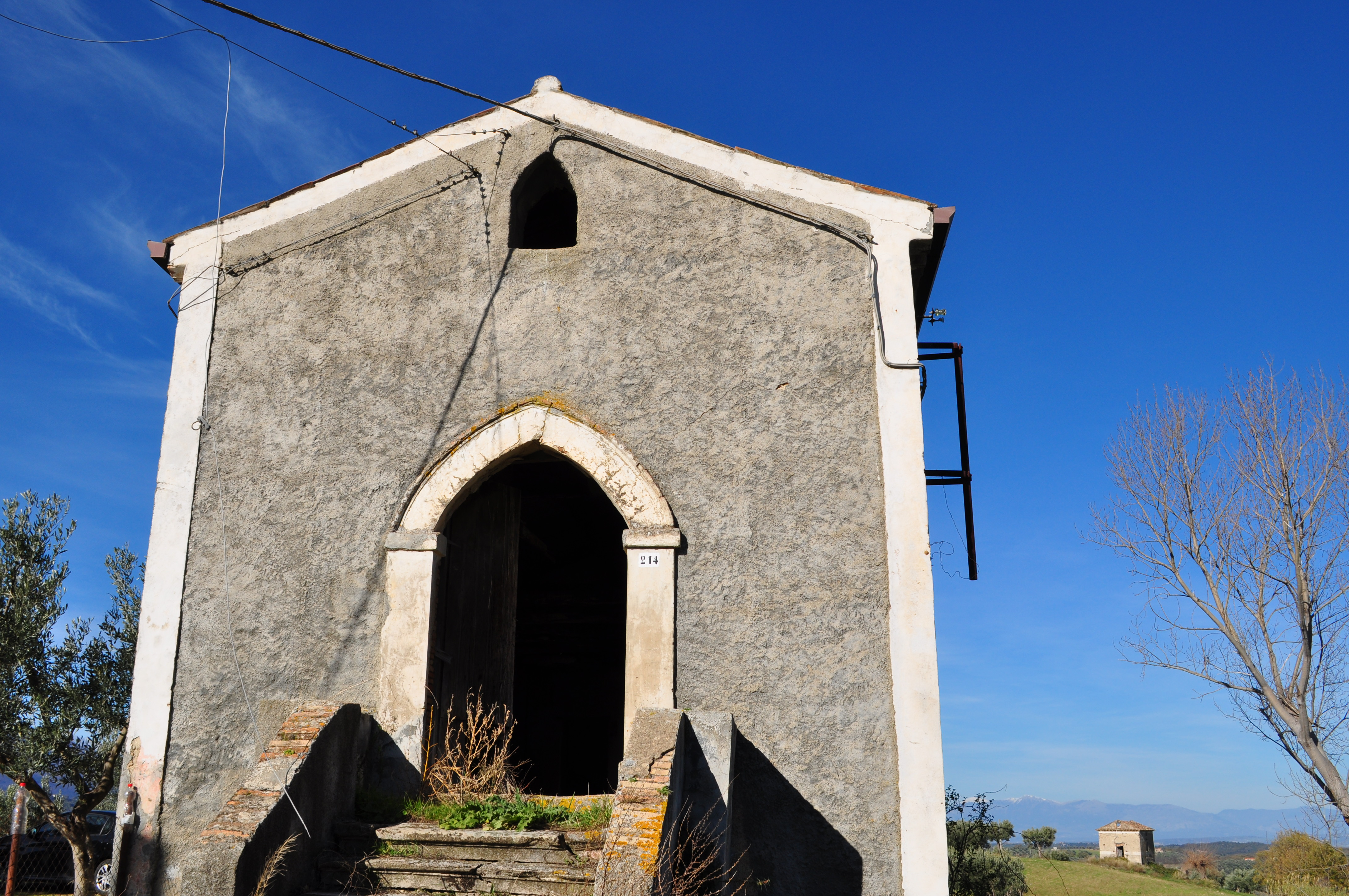
La cappella Campagna sconsacrata a San Biase.
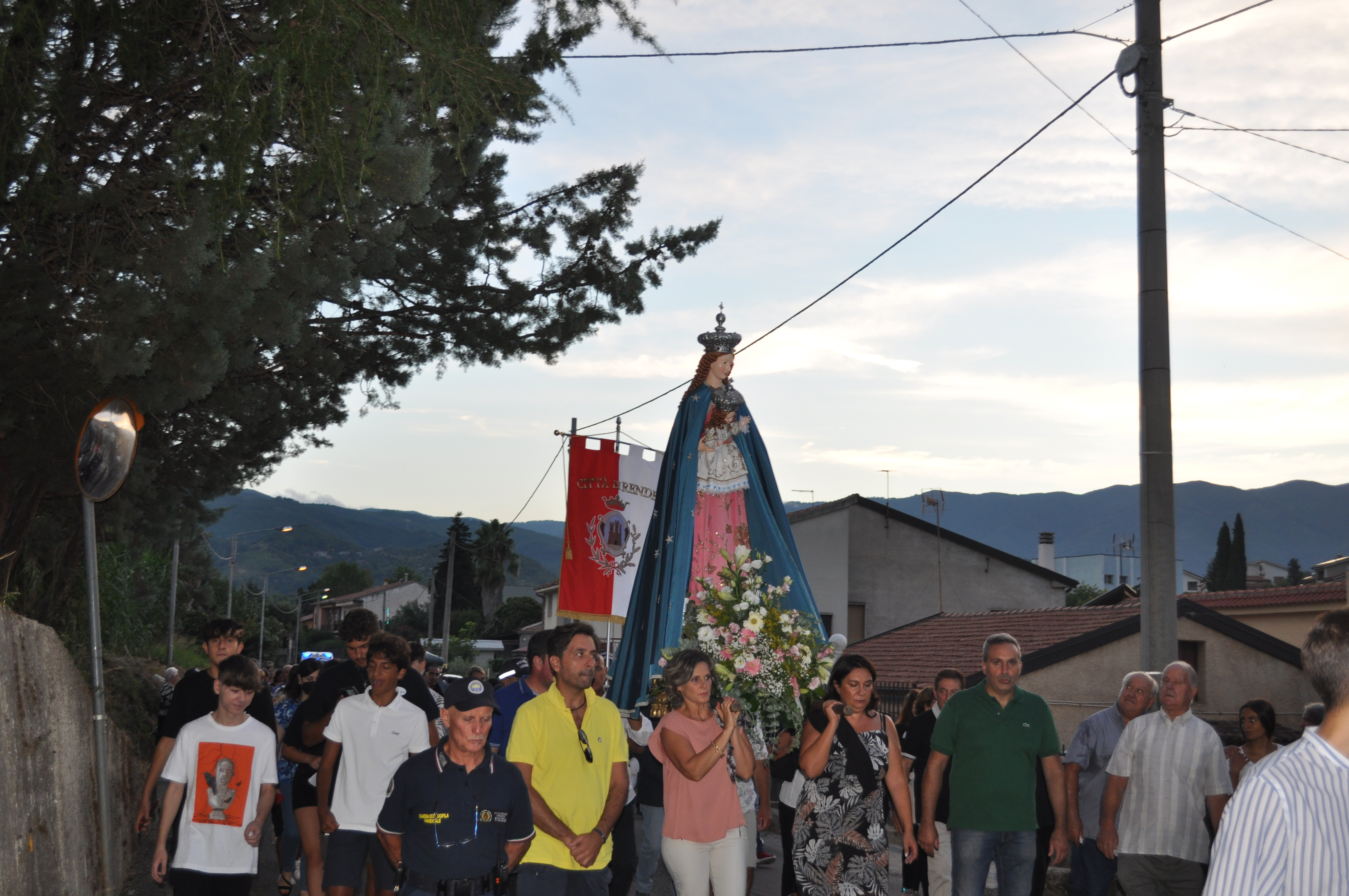
La festa patronale dell’ultima domenica di Agosto